# رزم نامه (مخطوطة المكتبة البريطانية)

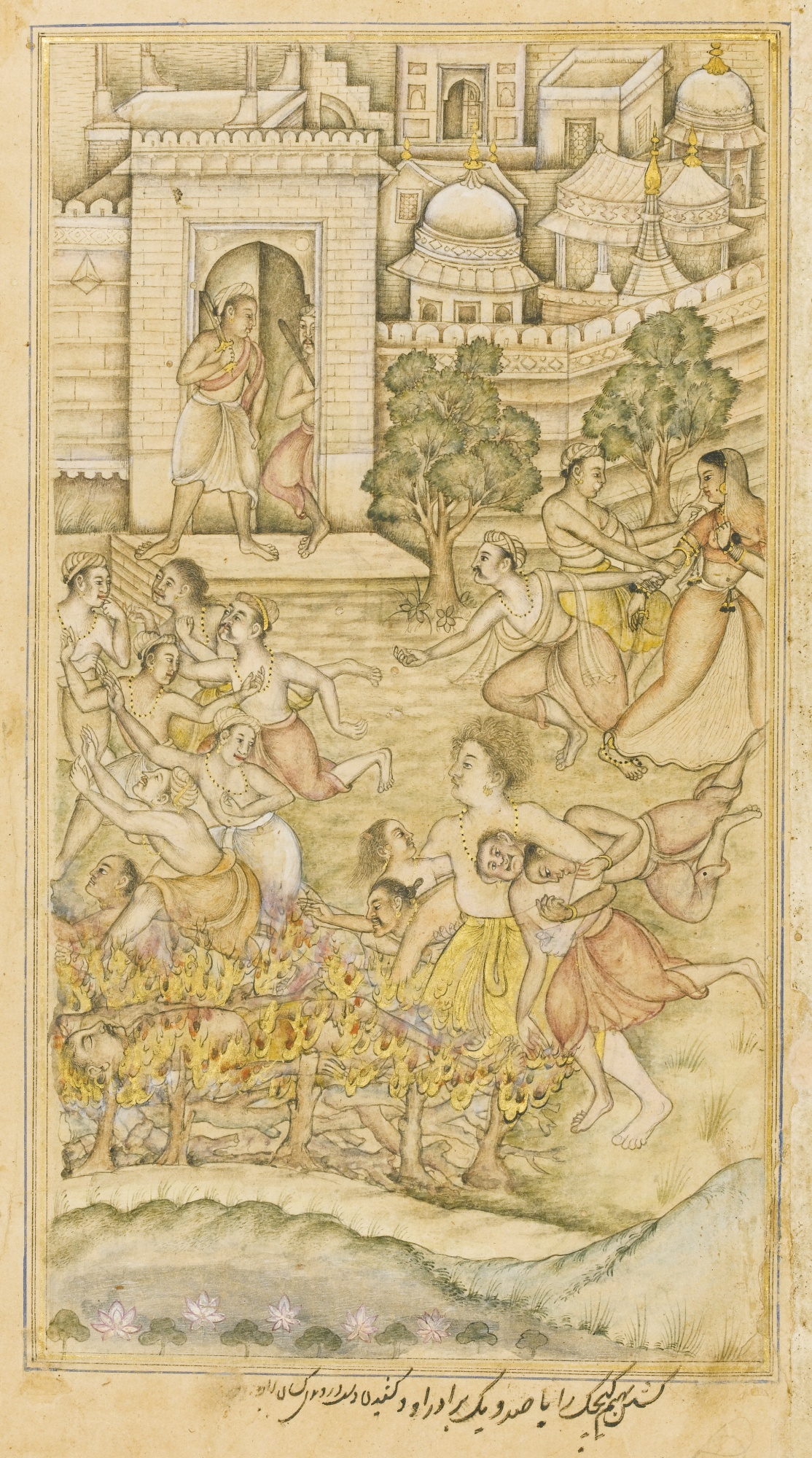
بهيما يقتل كيشاكا وإخوته بواسطة دانو. على الرغم من أنها من نفس النسخة، إلا أن هذه المجموعة ليست موجودة في المكتبة البريطانية، وتستخدم ألوانًا أقل بكثير من معظم المجموعات الأخرى.

رزم نامه هي مخطوطة مغولية مُصورة غير مكتملة لكتاب للرزمنامه في المكتبة البريطانية (رقم Or.12076)، وهو ترجمة للملحمة الهندوسية المهابهاراتا التي كتبها نقيب خان، وتم نسخها في عام 1007 هـ (1598/99). ويحتوي المخطوط على الأقسام من 14 إلى 18، وهي الجزء الختامي من العمل، مع بعض الأجزاء المنفصلة. يوجد 24 لوحة مغولية عالية الجودة، مقسمة على صفحة كاملة، وكلها منسوبة إلى فنانين (فنانان في ثلاث حالات). إنها المخطوطة الثانية من بين المخطوطات المغولية الأربع الباقية، الموصوفة في كتالوج مكتبة لندن بأنها "مغولية شبه إمبراطورية".
مخطوطة المكتبة البريطانية ("BL")، (رقمها Or. 12076) تحتوي على 138 صفحة مرقمة بالفعل عند الشراء، وتتراوح الأرقام من 715 إلى 846، مع صفحات أخرى غير مرقمة، ولكن هناك عدة أوراق مفقودة من النص.

## التاريخ
ظهرت المخطوطة في مزاد علني في دار سوذبيز في لندن في عام 1921 (24-25 تشرين الاول 1921، المجموعة 203)، عندما اشترى مؤرخ الفن جيرالد رايتلينجر (الذي كان عمره 21 عامًا فقط آنذاك) الجزء الخاص بـ BL مقابل 76 جنيهًا إسترلينيًا. ظهرت مرة أخرى في دار سوثبي للمزادات في عام 1954 (المجموعة 230، بيع سوثبي في 8 تشرين الثاني 1954)، واشتراها تاجر وباعها إلى المتحف البريطاني (BL الآن) بعد بضعة أسابيع.
في مزاد عام 1921، تضمنت عدة قطع أجزاء من المخطوطة، والتي من المفترض أنها قُسمَت مؤخرًا للبيع، وفي المجمل، كانت مواقع 161 منمنمة معروفة، وسجلها سيلر. ولم يعرف بعد مكان الأجزاء المتبقية من النص، التي بيعت إلى أحد التجار مقابل جنيه إسترليني واحد. ثم وصلت ثماني أوراق أخرى إلى المكتبة البريطانية كإضافة برقم: Or. 2776–2783.
إن المخطوطة في المكتبة البريطانية ذات الرقم (Or. 12076) تحتوي فقط على الأقسام الخمسة الأخيرة (باروا) من أصل 18 في العمل بأكمله. النص يتبع نسخة الجميني [الإنجليزية] من أشفاميدهيكا بارفا [الإنجليزية].

## المنمنمات

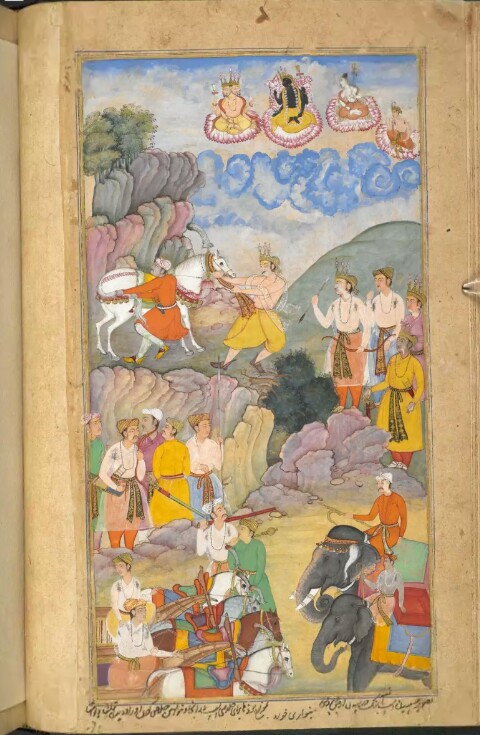
يحاول أرجونا ورجاله تحرير الحصان الأبيض من الصخرة. الفنان: بانافاري خورد

كما هو موضح في كتالوج المكتبة البريطانية، فإن المنمنمات الـ 24 هي:
- f.4v. كريشنا والبانداڤا وهم يستمعون إلى الحكيم ڤياسا يخبرهم بمكان الحصول على الحصان اللازم لتقديمه كأُضحية في طقس "الأشفاميدا" (تضحية الحصان). (من عمل موهان بن بانواري).

- f.7v. بهيما يعثر على الحصان "شياماكارنا"، بينما يجلس على الجبل المطل على مدينة بادرڤاتي، يراقب جنود جيش الملك ياوڤاناسڤا. (نرايان خورْد).

- f.13v. بهيما يصل إلى قصر دواركا ليدعو كريشنا للمشاركة في "الأشفاميدا"، في حين يتظاهر كريشنا، الذي كان مع زوجته ساتيابهاما، بعدم سماعه. (بهاواني).

- f.17r. يتم أخذ الحصان إلى جناح النساء ("الزنانة") ليراه نساء كريشنا وسيدات البانداڤا. بينما كريشنا يحتسي الشراب مع يودهشتيرا. (بهاجوان).

- f.20r. أنوسالڤا، الذي سرق الحصان، يُجبر على الانحناء والخضوع أمام يودهشتيرا وكريشنا على يد ڤرشاكيتو، ابن كارنا. (لوهانكا).

- f.23v. الإله أغني يشعل النار لمساعدة حماه، الملك نيلاهڤاجا من مالوا، بينما يقوم أرجونا بإخماد النيران باستخدام سهام سحرية تُنتج ينابيع من الماء. (أحمد الكشميري).

- f.26v. أرجونا يحاول تحرير الحصان من الصخرة بينما يراقبه باقي البانداڤا، وتظهر في السماء الآلهة براهما، ڤشنو، شيفا، وإندرا. (بانواري خورْد).

- f.35b. سوراثا، الابن الثاني للملك هامسادهڤاجا، يتحدى أرجونا وسائق عربته كريشنا بعد مقتل أخيه سودهانڤان. (آس بن ماهيش).

- f.44r. أرجونا يُعامل ابنه بهبروفاهانا بازدراء في مانيبور. (خِيم).

- f.48r. خادم راما يستمع إلى شجار الغسّال مع زوجته. (داوود، شقيق دولت).

- f.51ar. لاكشمانا يهجر سيتا في الغابة بأمر من راما. (مَكار).

- f.56r. المعركة بين كوسا وناجا، حيث يقتل كوسا فيل ناغا ثم يقطع ذراعه. (دهارمداس لُنج).

- f.62v. كوسا ولاڤا يهزمان بهاراتا، لاكشمانا، وجيش القردة. (آس بن ماهيش).

- f.67r. بهبروفاهانا يفتك بجيش أرجونا. (بُلاقي بن غلام علي).

- f.71v. معركة بين بهبروفاهانا، ابن أرجونا، والثعابين في العوالم السفلية، حيث يستخدم سهامًا تتحول إلى أعداء طبيعيين للثعابين مثل اللقالق والطواويس والنمل، ويحصل على الجوهرة التي أنقذت حياة أرجونا. (سانغا).

- f.76r. معركة بين جيشي أرجونا وتامراهڤاجا، وتظهر الآلهة براهما وآخرون في السماء. (پراس).

- f.80v. ڤيرافارمان، ملك ساراسڤاتا، يسقط أرضًا بينما يقلب هانومان عربته بذيله، في مشهد يراقبه كريشنا. (إبراهيم قهّار).

- f.83v. تشاندراهاسا يجثو أمام ملك كونتالا حين يقدمه له الوزير دهريتابودهّي بعد انتصاره على أعداء الملك. وتُعد الفيلة والخيول والصقر من غنائم العدو. (كنهار).

- f.87v. مادانا، شقيق ڤيشايا، يشرح لوالده دهريتابودهّي كيف انتهى الأمر بزواجها من تشاندراهاسا. (دهانو).

- f.90v. تشاندراهاسا يُضحي بنفسه في معبد تشانديكا، حيث يقطع أجزاءً من جسده ويضعها في النار، ويحاول إله ذكر إعادته إلى الحياة، بينما يرقد دهريتابودهّي ومادانا ميتين بالقرب. (قابيل بن مقبول).

- f.95r. كريشنا يخبر بهيما عن مآثر أرجونا، والنساء يصغين كذلك. (بانواري خورْد).

- f.106r. يودهشتيرا ودهريترشترا معًا حين تخلى الأخير عن عرشه. (حاجي).

- f.110v. غانداري، معصوبة العينين، تسند دهريترشترا وتتبع كونتي عندما تقدم به العمر واعتزل إلى الغابة. (دهانو).

- f.130v. أرجونا يحرق الجثث بعد المعركة بين الأندهكا والياداڤا في پربهاسا على ساحل كجرات، بينما يُسكب السمن المصفى على محرقة الجنازة. (نرايان).

تحتوي مخطوطة رزم نامه في المكتبة البريطانية على 24 منمنمة مع منمنمات مهملة لـ 21 فنانًا مختلفًا. إن الأمثلة على هذه المنمنمات هي: "اقتراح فياسا" (4ب)، "بهيما يكتشف الحصان" (7ب)، "خادم راما يستمع إلى ثرثرة حول سيتا" (48أ)، "تقاعد ديتراشترا" (106أ و110ب) و"حرق جثث اليادافاس" (130ب) غائبة تمامًا في رازمناما لأكبر ورحيم.
بينما المنمنمات "بهيما يصل إلى دواركا" (13ب)، "القتال مع نيلادواجا" (23ب)، "الحصان عالق في فينديا" (26ب)، "أرجونا يرفض بابهروفاهانا" (44أ)، "حلقة فيرافارما" (80ب) و"تضحية تشاندراهاسا" (90ب) موضحة في المخطوطات الثلاثة لرزم نامه لأكبر ورحيم ونسخة المكتبة البريطانية.

## معرض الصور
- قدَّم فياسا اقتراح الفنان موهانا أشواميدها
- اكتشف بهيما الحصان الأبيض أثناء مشاهدته جيش يافاناسفا من فوق مدينة بهادرافاتي. الفنان نارايانا خورد.
- يصل بهيما إلى دواركا بينما يخدم كريشنا ساتياباما. الفنان بهاواني
- سيدات حريم كريشنا يُعرض عليهن حصان التضحية. بقلم بهاجوان
- هزيمة أنوسالفا على يد فريشاكيتو واستسلم لكريشنا. الفنانة لوهانجا
- يُحاول أرجونا إخماد نار أجني التي أشعلها لمساعدة حميه، نيلادهفاجا، في معركته ضد أرجونا. الفنان أحمد كشميري
- سوراتا يتحدى أرجونا. الفنان: آسا بن ماهيش
- أرجونا يرفض بربهافانا. الفنان: خيم
- سمع خادم راما شائعات عن سيتا. الفنان: داود، شقيق دولت.
- لاكشمانا يغادر سيتا في الغابة. الفنان: ماكارا
- لافا وكوشو يخوضان معركةً مع لاكشمانا. الفنان: ماكارا، مجموعة إدوين
- كوشا تقطع ذراعي النجا. الفنان: دارمداس لونجا

## ملخص هذا الجزء من القصة
بناءً على اقتراح فياسا، يقوم الباندافيون بأداء تضحية أشواميدها [الإنجليزية]. أولاً ذهب بهيما [الإنجليزية] وجيشه إلى بهادرافاتي [الإنجليزية]، مدينة الملك يوانشوا، ووجدوا حصانًا أبيضًا مثاليًا للتضحية. وذهب بهيما أيضًا إلى دواركا [الإنجليزية] لدعوة كريشنا، وأخبر أيضًا أنوسالوا الذي حاول اختطاف الحصان الأبيض لكنه هزم على يد فريشاكيثو [الإنجليزية]. تحكي نسخة جايميني العديد من مغامرات الحصان الأبيض. أولاً يصل الحصان إلى مالوا حيث يقاتل أرجونا ويهزم الملك نيلادواجا. ثم علق الحصان في صخرة في سلسلة جبال فينديا [الإنجليزية]، ويحكي الحكيم سوبهاري قصة تشاندي.
ثم يصل الحصان إلى مدينة الملك هانسادواجا. أرجونا بمساعدة كريشنا يقتل سودهانفا وسوراتا نجل هانسادهواجا. ثم يصل الحصان إلى مانيبورا حيث يقوم بابروفانا [الإنجليزية] ابن أرجونا بقتل أرجونا. هنا يروي جايميني قصة راما الذي يقاتل ابنه لافاكوشا [الإنجليزية]. ولكن في وقت لاحق يتم إنقاذ أرجونا بواسطة جوهرة سحرية. بعد ذلك يصل الحصان إلى مدينة تامارادهافاجا لكن كريشنا يتمكن من هزيمتهم. ثم جاء الحصان إلى بلد فيرافارما، ملك ساراسواتا ولكن هزم بمساعدة كريشنا وهانومان. عندما وصل الحصان إلى بلد تشاندراهاسا، روى الحكيم نارادا [الإنجليزية] قصته عن تشاندراهاسا الذي تبناه الملك وتزوج من بيكايا، كما ضحى بنفسه لإنقاذ أقاربه وأصبح في النهاية ملكًا. شاندراهاسا [الإنجليزية] يسلم نفسه إلى كريشنا. وصل الحصان أخيرًا إلى هاستينابور وأكمل يودهيستيرا تضحيته. الكتاب التالي، أشرامافاسيكا بارفا [الإنجليزية] يخبر دريتاراشترا [الإنجليزية] بالتخلي عن هاستينابور [الإنجليزية] مع كونتي [الإنجليزية] وغندهاري والذهاب للعيش في الغابة ولكن سرعان ما مات بسبب حريق الغابة. الكتب الثلاثة الأخيرة موسالا بارفا [الإنجليزية]، وماهابراستانيكا بارفا [الإنجليزية]، وسفارجاروهانا بارفا [الإنجليزية] تحكي نهاية كريشنا وباندافاس.

## ملحوظات
1. ↑  وصلة مرجع: https://www.bl.uk/manuscripts/FullDisplay.aspx?ref=or_12076.
2. 1 2  وصلة مرجع: https://blogs.bl.uk/asian-and-african/2016/04/razmnamah-the-persian-mahabharata.html.
3. 1 2  "Razmnamah: the Persian Mahabharata - Asian and African studies blog". blogs.bl.uk (بالإنجليزية). Retrieved 2018-02-19.
4. 1 2 3 4  "Razmnamah: the Persian Mahabharata - Asian and African studies blog". blogs.bl.uk (بالإنجليزية). Retrieved 2018-02-19."Razmnamah: the Persian Mahabharata - Asian and African studies blog". blogs.bl.uk. Retrieved 2018-02-19.
5. ↑  Audrey Truschke (2016). Culture of Encounters: Sanskrit at the Mughal Court. Columbia University press.
6. ↑  Seyller
7. ↑  By MAJOR DAVID PRICE. THE LAST DAYS OF KRISHNA AND THE SONS OF PANDU.
8. ↑  "Jaiminiya Mahabharata".

## قراءة إضافية
- إيمي إس. لاندو، لآلئ على خيط: الفنانون والرعاة والشعراء في المحاكم الإسلامية الكبرى (بالتيمور، 2015)، وخاصة الفصل الذي كتبه آدمجي وتروشكي بعنوان "إعادة تصور "معبد الأصنام في الهندوستان"، ص 113. 141–65
- يائيل رايس، "ماهابهاراتا فارسية: رازمناما 1598-1599"، مانوا 22/1 (2010): 125-131
- جي. ميريديث-أوينز و آر إتش بيندر-ويلسون، "ترجمة فارسية لـ "المهابهاراتا"، مع ملاحظة حول المنمنمات"، مجلة المتحف البريطاني الفصلية ، 20/3 (1956): 62-65
- م. أثار علي، "ترجمات الأعمال السنسكريتية في بلاط أكبر"، مجلة العلوم الاجتماعية 20، العدد 9/10 (1992): 38-45